# 奇异建筑

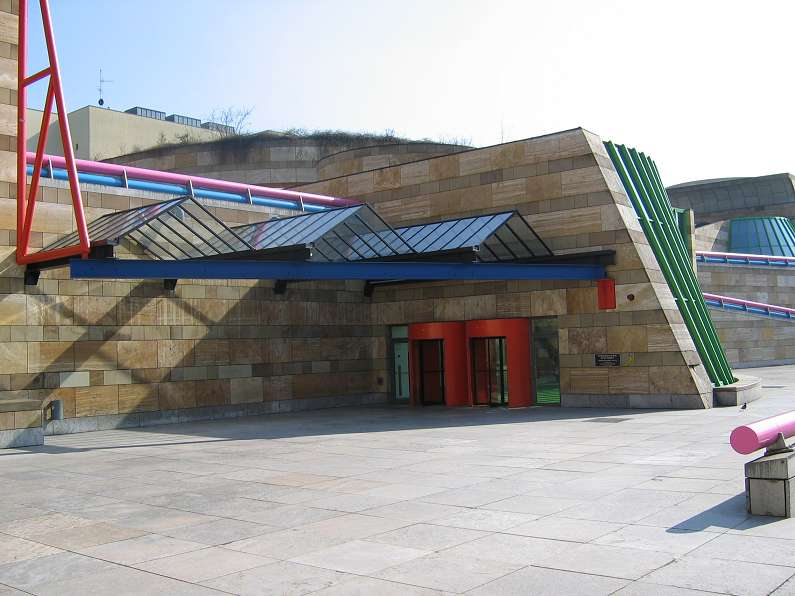
德国斯图加特新美术馆是一个典型的奇异建筑

奇异建筑是后现代主义建筑中的一个流派。其特点是各不相同。有人说它的创作目的就是成名，把建筑当作游戏。